# Grímsey

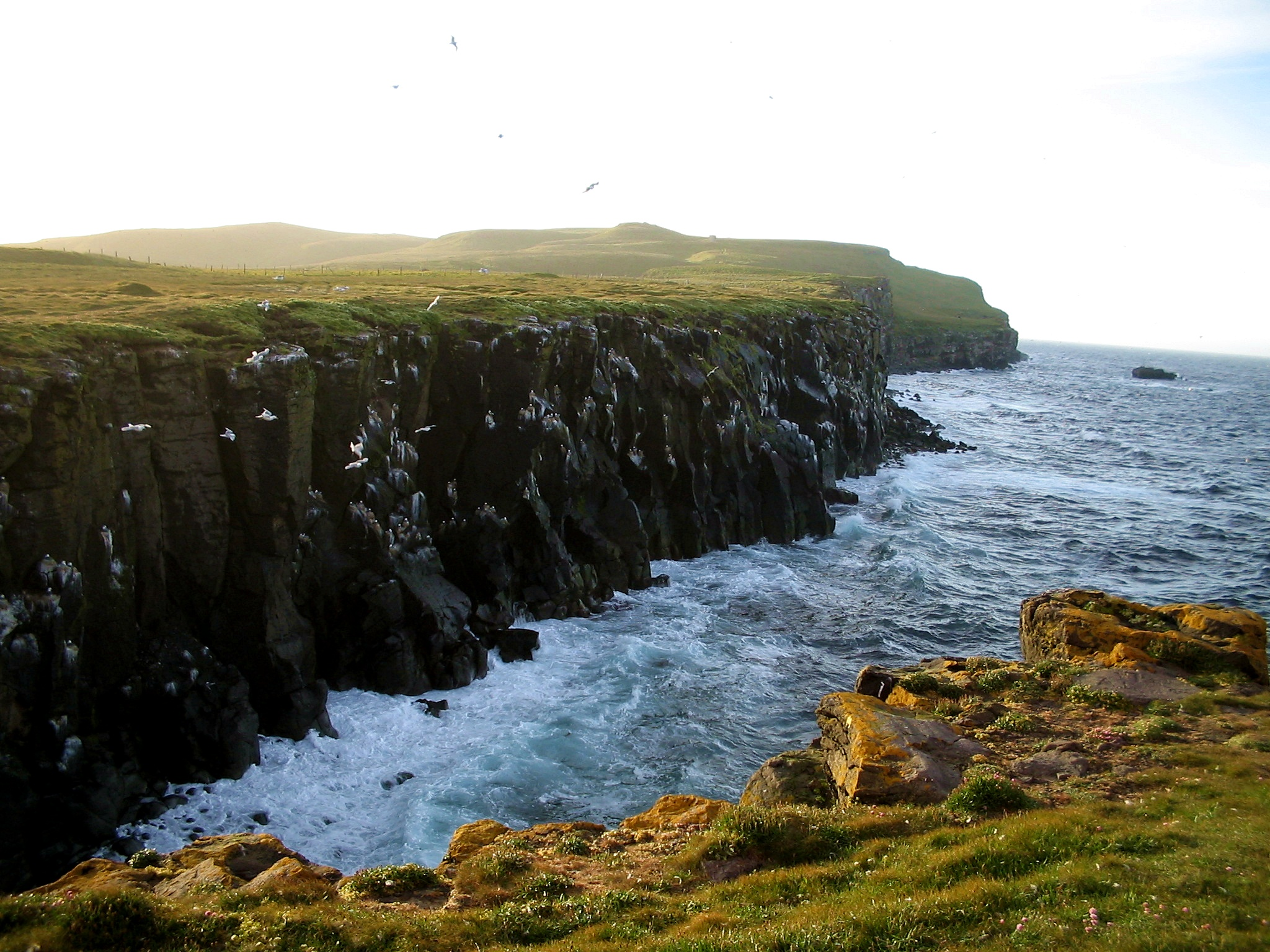
Vách đá của Grímsey.

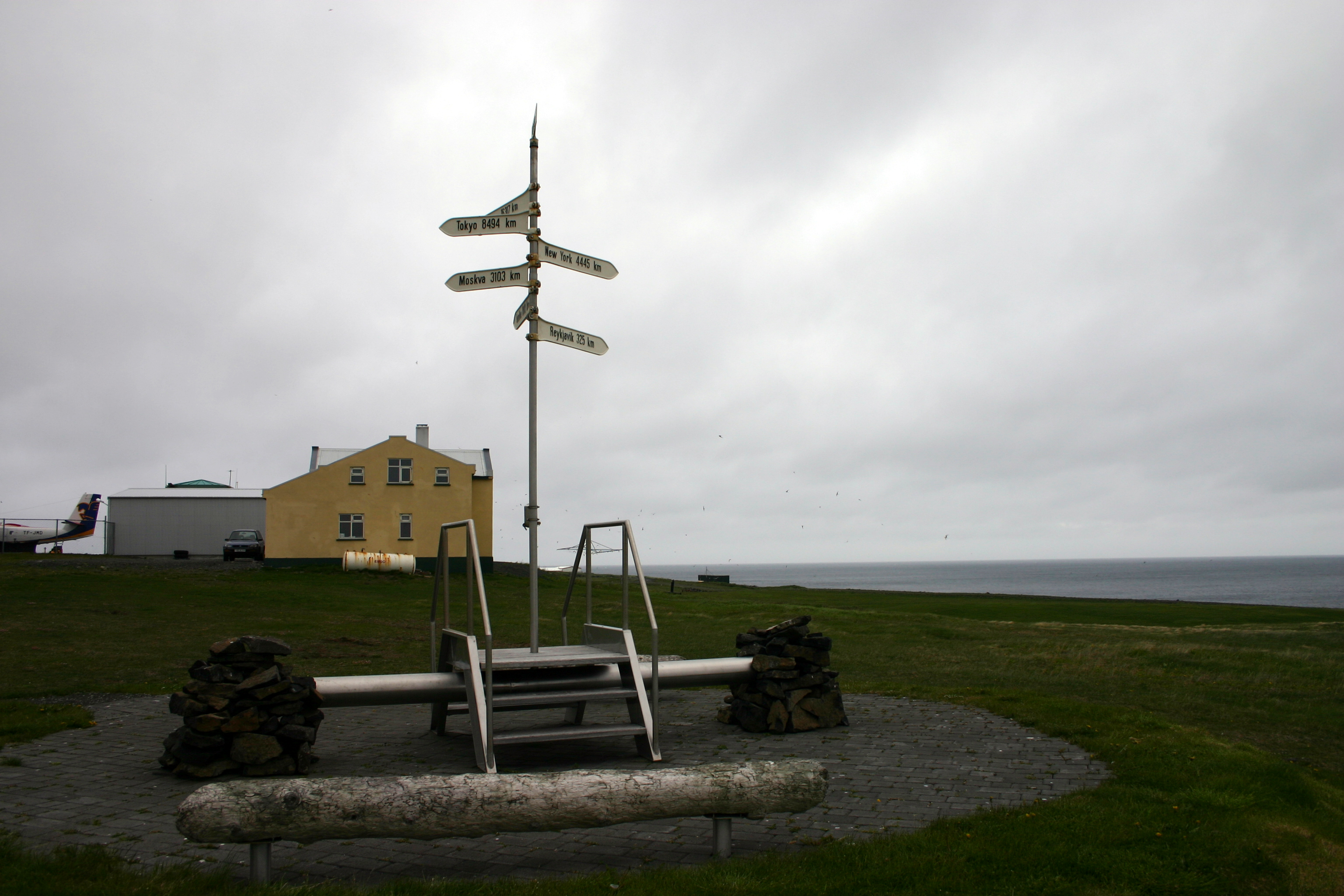
Vòng Bắc Cực đi qua Grímsey.

Grímsey là một đảo nhỏ của Iceland, cách bờ biển bắc của đảo chính Iceland 40 kilômét (25 mi) về phía bắc và nằm trên vòng Bắc Cực. Tính đến tháng 1 năm 2011, Grímsey có 86 dân.
Trước khi được hợp nhất với Akureyri năm 2009, hòn đảo là một hreppur tên Grímseyjarhreppur. Điểm dân cư duy nhất là Sandvík.

## Địa lý
Grímsey là lãnh thổ viễn bắc có người sống của Iceland; đảo đá Kolbeinsey nằm xa hơn về hướng bắc, nhưng là đảo hoang. Nơi gần nhất có đất liền là Flatey, Skjálfandi, cách 39,4 kilômét (24,5 mi) về phía nam. Vòng Bắc Cực đi ngang qua đảo, còn toàn bộ đảo chính Iceland nằm phương nam. Mọi mặt của hòn đảo về có vách đá dốc đứng hướng ra biển, trừ bờ nam. Grímsey có diện tích 5,3 kilômét vuông (2,0 dặm vuông Anh) và độ cao tối đa 105 mét (344 ft).

## Khí hậu
Dù ở xa về phương bắc, khí hậu lại tương đối dịu, nhờ dòng biển Bắc Đại Tây Dương đã mang nước ấm từ vịnh Mexico. Nhiệt độ cao nhất được ghi nhận là 26 °C (79 °F), tương đương với của thủ đô Reykjavík.
| Dữ liệu khí hậu của Grimsey             | Dữ liệu khí hậu của Grimsey | Dữ liệu khí hậu của Grimsey | Dữ liệu khí hậu của Grimsey | Dữ liệu khí hậu của Grimsey | Dữ liệu khí hậu của Grimsey | Dữ liệu khí hậu của Grimsey | Dữ liệu khí hậu của Grimsey | Dữ liệu khí hậu của Grimsey | Dữ liệu khí hậu của Grimsey | Dữ liệu khí hậu của Grimsey | Dữ liệu khí hậu của Grimsey | Dữ liệu khí hậu của Grimsey | Dữ liệu khí hậu của Grimsey |
| Tháng                                   | 1                           | 2                           | 3                           | 4                           | 5                           | 6                           | 7                           | 8                           | 9                           | 10                          | 11                          | 12                          | Năm                         |
| --------------------------------------- | --------------------------- | --------------------------- | --------------------------- | --------------------------- | --------------------------- | --------------------------- | --------------------------- | --------------------------- | --------------------------- | --------------------------- | --------------------------- | --------------------------- | --------------------------- |
| Trung bình ngày tối đa °C (°F)          | 1 (33)                      | 0 (32)                      | −1 (31)                     | 2 (35)                      | 4 (40)                      | 8 (47)                      | 9 (49)                      | 10 (50)                     | 8 (46)                      | 4 (40)                      | 2 (36)                      | 1 (34)                      | 4 (39)                      |
| Tối thiểu trung bình ngày °C (°F)       | −5 (23)                     | −6 (22)                     | −6 (21)                     | −4 (25)                     | −1 (31)                     | 3 (37)                      | 4 (40)                      | 5 (41)                      | 3 (37)                      | 0 (32)                      | −3 (27)                     | −4 (24)                     | −1 (30)                     |
| Lượng Giáng thủy trung bình mm (inches) | 13 (0.5)                    | 28 (1.1)                    | 15 (0.6)                    | 18 (0.7)                    | 18 (0.7)                    | 30 (1.2)                    | 33 (1.3)                    | 43 (1.7)                    | 53 (2.1)                    | 51 (2)                      | 33 (1.3)                    | 20 (0.8)                    | 360 (14)                    |
| Nguồn: Weatherbase                      |                             |                             |                             |                             |                             |                             |                             |                             |                             |                             |                             |                             |                             |

## Tự nhiên
Dù không có cây gỗ, hệ thực vật ở vẫn phát triển, với đồng lầy, cỏ và rêu. Nơi này cũng có nhiều loài chim, nhất là anca.

## Kinh tế và xã hội
Hoạt động kinh tế chính là đánh cá thương mại. Thu lượm trứng chim cũng là hoạt động phổ biến. Grímsey là một điểm du lịch cho những người muốn đến thăm vòng Bắc Cực. Thường xuyên có những chuyến phà và máy bay đến đảo.
Nhà thờ Grímsey được xây năm 1867 và phục hồi năm 1956. Nó thuộc giáo xứ Akureyri. Trên đảo cũng có một trung tâm cộng đồng và một trường cho trẻ từ mẫu giáo đến lớp 8. Quá tuổi này, trẻ em phải đến Akureyri trên đảo chính để học cao lên.

## Giao thông
Sân bay Grímsey đảm nhiệm việc giao thông đến đây.